# Allium trichospathum
Allium trichospathum — вид квіткових рослин з підродини цибулевих (Allioideae). Ендемік Туреччини.